# Mahabharata
De Mahabharata (Devanagari: महाभारत, Sanskriet: Mahābhārata), soms Bharata, is een omvangrijk religieus en filosofisch epos uit India. Samen met de Ramayana vormt het een belangrijke culturele hoeksteen van het hindoeïsme. De Mahabharata is het op twee na grootste literaire werk van de wereld na het epos van koning Gesar en Manas en bestaat uit achttien delen of parva's die elk weer onderverdeeld zijn in kleinere delen. De titel, met de klemtoon op bha, is afgeleid van maha (Sanskriet: groot) en bharata (Sanskriet: India/wereld/alles en in de stam bharat (de wereld) dragen) Mahabharata betekent dus zoiets als het grote India, de grote of gehele wereld of grote stut. Het werk is onderdeel van de itihasa (letterlijk: dat wat gebeurd is) en bevat in zijn meest uitgebreide versie meer dan 100.000 verzen, waardoor het ongeveer vier keer zo lang is als de Bijbel en zeven keer zo lang als de Ilias en de Odyssee. Gedurende de 20e eeuw hebben onderzoekers de vroegst bewaard gebleven exemplaren van de regionale varianten van het werk gebruikt, om een referentiewerk samen te stellen, de Kritische Editie. Dit project werd voltooid in 1966 aan het Bhandarkar Oriental Research Institute in Poona (India).
De Mahabharata noemt zichzelf de vijfde Veda, een manier om autoriteit te verkrijgen die ook wel is gehanteerd door verschillende Purana's en de Tiruvaymoli.

## Achtergrond en geschiedenis

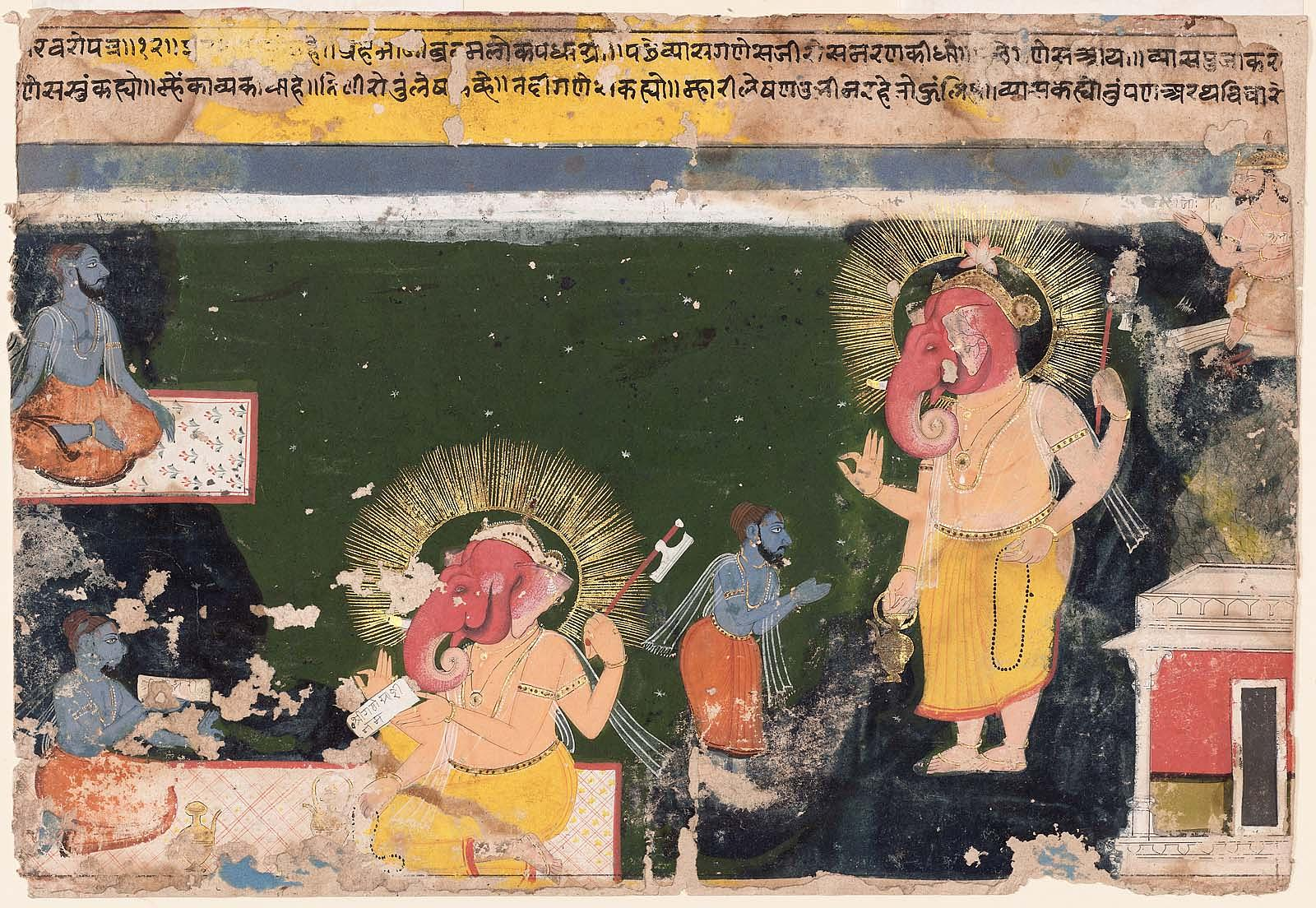
Vyasa dicteert Ganesha de Mahabharata (17e-eeuwse illustratie uit Rajasthan)

Volgens de overlevering werd de raamvertelling gedicteerd door de wijze Vyasa, die de strijd zelf mee zou hebben gemaakt en die zichzelf een plaats geeft als een van de grote dynastieke personages in het epos.
Hij is het die zelf zorgt voor het in standhouden van de dynastie: zie hieronder bij niyoga. Af en toe komt Vyasa zelf in het verhaal om het wat bij te stellen. Zo ontstaat er dus een vreemd soort deus ex machina. Die speelt met de causaliteit vanwege het feit dat de schrijver (als schrijver dus) zelf niet het verhaal anders maakt. Maar Vyasa als schrijver (in het verhaal dus) doorbreekt de verhaallijn die hij zelf heeft bedacht. Soms kijkt hij in het verhaal samen met andere hoofdfiguren naar de ontwikkelingen en merkt op dat het nu eenmaal moet gaan zoals het gaat en soms blijkt dat er veranderingen mogelijk zijn. Het lijkt er sterk op dat door deze narratieve techniek wordt gespeeld met de tegenstelling vrije wil en causaliteit.
In het eerste deel van de Mahabharata wordt duidelijk gemaakt dat het Ganesha (de hindoegodheid met het hoofd van een olifant) was, die in opdracht van Vyasa het epos op schrift stelde. Ganesha is altijd aanwezig als er iets nieuws tot stand komt en wanneer er keuzes moeten worden gemaakt. Op kruisingen van wegen in India staan er beeldjes van Ganesha.

### Autograaf en archetype
Met de Kritische Editie is gepoogd om het archetype te reconstrueren, de tekst die de gemeenschappelijke voorouder zou moeten zijn van de latere edities. Het archetype zou de hypothetische autograaf moeten benaderen, het handschrift van de originele auteur. Autografen in het Sanskriet zijn zeer zeldzaam, deze zijn veelal vergaan. Ook archetypes zijn zeldzaam, niet alleen omdat het reconstrueren zeer veel en gespecialiseerd werk is, maar ook omdat tussenliggende versies verdwenen zijn of dat meerdere versies gebruikt zijn voor een volgende kopie, waardoor er geen stamboom of stemma samengesteld kan worden. Deze moeilijkheden maken dat er een aanzienlijk verschil kan zijn tussen de autograaf en het archetype, ook in tijd.
De Mahabharata is overgeleverd in verschillende versies uit verschillende regio's. De Kritische Editie is in eerste instantie samengesteld uit de gemeenschappelijke delen van deze versies, waarbij de verschillen dus verwijderd zijn. In het geval van de Mahabharata is het onwaarschijnlijk dat er een enkele autograaf is geweest, maar waarschijnlijk in de 2e of 1e eeuw v.Chr. – tussen het uiteenvallen van het Mauryarijk en het begin van de jaartelling – werd een versie op schrift gesteld van een deel of het gehele verhaal. In de Ashtadhyayi van Panini worden in soetra 6.2.38 bhārata en de samenstelling mahābhārata aangehaald, wat erop zou kunnen wijzen dat de Mahabharata in enig vorm al in de 4e eeuw v.Chr. bekend was. Het is echter niet duidelijk of Panini verwees naar het epos, aangezien bharata ook in gebruik was om andere zaken aan te duiden. Albrecht Weber noemde de Rigvedische stam Bharata waar een belangrijk persoon Maha-Bharata genoemd kon zijn. Wel noemde Panini karakters die ook in de Mahabharata een rol spelen, zodat mogelijk delen van het verhaal al in zijn tijd bekend waren. Een ander aspect is dat Panini het toonaccent van mahābhārata vaststelde, terwijl de Mahabharata niet in Vedisch accent werd voorgedragen.
Het tijdsverschil tussen deze hypothetische autograaf en het archetype is moeilijk te bepalen. Een van de methodes om dit te bepalen, is het vaststellen wat de coherentie van een tekst is. De meningen of een tekst homogeen is, verschillen echter per persoon, wat dit een moeilijk te interpreteren methode maakt, zeker voor een werk met de omvang van de Mahabharata. Vergelijkingen met historische gebeurtenissen en met andere teksten kunnen ook een indicatie geven. Zo zou uit de vergelijking met de Manusmriti volgen dat een deel van de Mahabharata en daarmee de autograaf ouder is dan dit werk en een ander deel – en daarmee ook het archetype – jonger.
Vishnu Sitaram Sukthankar, de eerste hoofdredacteur van de Kritische Editie, beschouwde de versie van de Mahabharata zoals die was overgeleverd in manuscripten uit Kasjmir in het Sharadaschrift als de meest zuivere, aangezien de parva's hier het kortste zijn. Deze manuscripten missen echter een aantal parva's die wel zijn opgenomen in de Kritische Editie. Naast de drie kleine en minder belangrijke Mausalaparva, Mahaprasthanikaparva en Svargarohanaparva is dit vooral de Anushasanaparva. De Anushasanaparva is ook niet genoemd in het Spitzer-manuscript, een palmbladmanuscript van meer dan duizend palmbladeren dat onder meer een lijst van parva's van de Mahabharata bevat. Dat kan betekenen dat er de nodige tijd zit tussen autograaf en archetype, maar het kan ook betekenen dat ze wel dicht bij elkaar liggen en deze parva niet opgenomen had moeten worden in de Kritische Editie. In dat laatste geval zou de Kritische Editie een hyparchetype zijn, een versie na het archetype waar veel latere versies van zijn afgeleid. Dat het hyparchetype daarna zo succesvol werd, zou mogelijk kunnen duiden op een centrale macht als de Gupta's die deze versie voorschreef. Zelfs als de Kritische Editie een hyparchetype is, kan het archetype echter van later datum zijn dan de autograaf. Daarop duidt een passage in een vritti op de Vakyapadiya van Bhartrihari waarin een passage staat van de Ashvamedhikaparva die ouder lijkt dan alle andere bekende versies. Dat zou kunnen betekenen dat deze versie dichter bij de autograaf staat dan het archetype.:83-97

## Betekenis
Met zijn enorme filosofische diepgang en grote reikwijdte vormt de Mahabharata als het ware de belichaming van zowel Groot India (en de wereld) als van haar rijke spirituele traditie. In zijn reikwijdte is de Mahabharata meer dan slechts een verhaal over koningen en prinsen, heiligen en wijzen, demonen en goden. Vyasa zegt dat de Mahabharata zich onder andere richt op het verklaren van de vier levensdoelen: kama (begeerte), artha (rijkdom), dharma (spirituele doel), moksha (bevrijding). Het verhaal komt tot zijn hoogtepunt in moksha, wat door velen in India en daarbuiten wordt gezien als het ultieme menselijke levensdoel. Karma en dharma spelen een integrale rol in de Mahabharata.
De vele mythen in de Mahabharata staan vol met paradoxen. Door die paradoxen wordt een diepzinnige boodschap gegeven voor hen die de symboliek daarvan kunnen doorzien. Zo liegt iemand die niet kan liegen en wordt iemand die onoverwinnelijk is, overwonnen. Voor iemand die noch bij dag, noch bij nacht, noch in het water, noch in de lucht gedood kan worden, komen de goden bijeen en zij laten hem sterven door hem in de avondschemering in het schuim van de zee te laten stikken. Of iemand krijgt een onoverwinnelijk wapen in de vorm van een spreuk en daarna krijgt hij de vervloeking dat hij die spreuk op het moment dat hij hem nodig heeft, vergeet. Of een demon krijgt van de oppergod Shiva, als beloning voor zijn meditatie, de macht om iedereen te kunnen verbranden, bij wie hij zijn hand boven het hoofd houdt. Als dan de demon de oppergod Shiva zelf op die manier wil vermoorden, komt de god Vishnoe te hulp in de vorm van een verleidelijke vrouw die in een dans met die demon, in extase hemzelf zijn hand boven zijn eigen hoofd laat houden. Op deze onnavolgbare manier geeft de Mahabharata via vele paradoxen die in elkaar zijn vervlochten, onder andere een antwoord op de vraag of er predestinatie is of vrije wil. Beide zijn een werkelijkheid. Om dit in te voelen dient men door te dringen in de essentie van Dharma (de juiste actie in het leven op het juiste moment, dat uitgaat boven het duale van goed en kwaad) en Karma, de wet van oorzaak en gevolg, de causaliteit die niet alleen mechanisch maar ook emotioneel en spiritueel begrepen dient te worden. (Zoals: wie goed doet, goed ontmoet)

## Verhaal
De Mahabharata bestaat uit meerdere lagen, maar is vooral onder te verdelen in een dramatische vertelling en de moraliserende didactische uitleg daarop. In de kern is het een verhaal uit de vroege Vedische tijd over de Bharata-oorlog waarvan de historiciteit betwist is. Dit verhaal werd oorspronkelijk verteld door suta's, barden die vaak ook wagenmenners waren, maar met onder meer vertellingen over polyandrie en parricide paste dit niet in de latere brahmaanse samenleving. De brahmanen gaven het kernverhaal dan ook een didactische uitleg die deze uitwassen moesten verklaren.
Deze brahmanisering werd versterkt door de brahmanen in de Mahabharata een onoverwinnelijke status te geven. Dit moest de luisteraars, waaronder ook Kshatriya's, ervan doordringen dat de macht van de brahmanen boven die van koningen ging.:236-240

### De tijd en de voorgeschiedenis

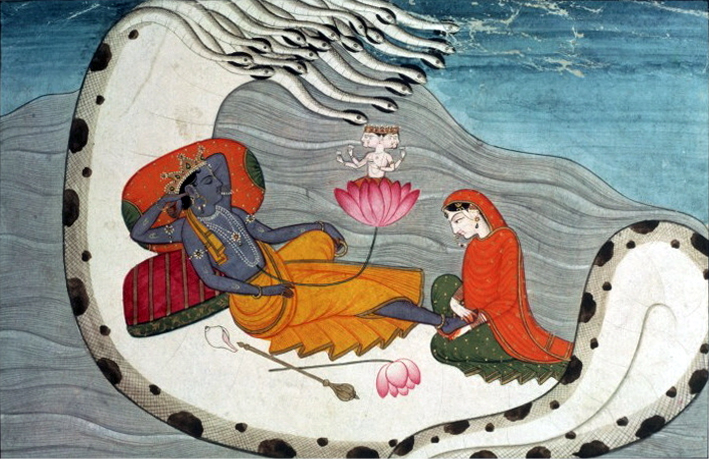
Brahma wordt geboren uit de navel van Vishnoe.

De tijd in het hindoeïsme is cyclisch, alles herhaalt zich eindeloos. De tijd in het hindoeïsme wordt verdeeld in periodes, zoals dag-nacht, zomer-winter, leven-dood en yuga's tot zeer lange tijden vergelijkbaar met het leven van sterren, sterrenstelsels en heelallen. Steeds zal de tijdsduur van licht en duisternis gelijk zijn. Ze zijn als wielen in wielen in wielen die allemaal draaien met verschillende snelheden. Wat dus in de Mahabharata te lezen is kan slaan op het hele heelal in zijn kosmogonie, maar ook een cultuur bijvoorbeeld van India of Europa. Ook kan Mahabharata op symbolische wijze gelezen worden als het leven van een mens of andere levensvormen. Het is geboorte, groei, bloei, ouderdom, afsterven en ontbinding waaruit weer een nieuwe geboorte van een levend wezen uit voorkomt. Dat is de symboliek van het draaiende wiel van Shiva, de god van verandering of vernietiging die, volgens de Shiva aanhangers ook de scheppende god Brahma en de beschermende god Vishnoe uit zichzelf heeft doen ontstaan. Een belangrijk begrip is hierbij schepping, dat eigenlijk het doen ontstaan uit jezelf is: emanatie. Zo ontstaan levende wezens, waaronder de mens, uit de eeuwige tijdloze geestelijke gebieden om dan te verstoffelijken. De stof is secundair en wordt gezien als een geestelijke illusie: Maya. Er zijn drie gebieden waar het leven zich afspeelt: hemel, aarde, en hel. De deva's (goden) in de hemel, de mensen in de wereld en de demonen in de hel. Maar er zijn talloze variatie en mengvormen. Van nimfen en mensenetende monsters, halfgoden en slangen. De Mahabharata speelt zich in al deze werelden af. De communicatie tussen de werelden wordt verzorgd door verschillende wezens, één daarvan is Krishna. Hij daalt af van de hemel in de wereld: een avatar. Telkens als Dharma verloren dreigt te gaan komt er een avatar in de wereld, om Dharma te herstellen.
De voorgeschiedenis van de Mahabharata kan, onder het voorbehoud van het hiervoor gestelde, begrepen worden als plaatsvindend in Satya Yuga; de gouden tijd. Deze tijd is een tijd van vrede; een hemelse situatie. Goden en goddelijke wezens leven tezamen met mensen met koninklijke eigenschappen. Het gehele verhaal geeft een ontwikkeling van kleine misverstanden die groter worden, goed bedoelde voornemens die mislukken, foutjes die uitgroeien tot conflicten. Uiteindelijk leidt dit op het einde van de Mahabharata bij de dood van Krishna, tot het begin van de Kali Yuga: de ijzeren tijd ofwel de zwarte periode. Deze periode is de huidige, waar de spiritualiteit sterk afneemt. Men kan de goddelijke zijde van de natuur niet meer waarnemen maar slechts de stof.

### Het begin

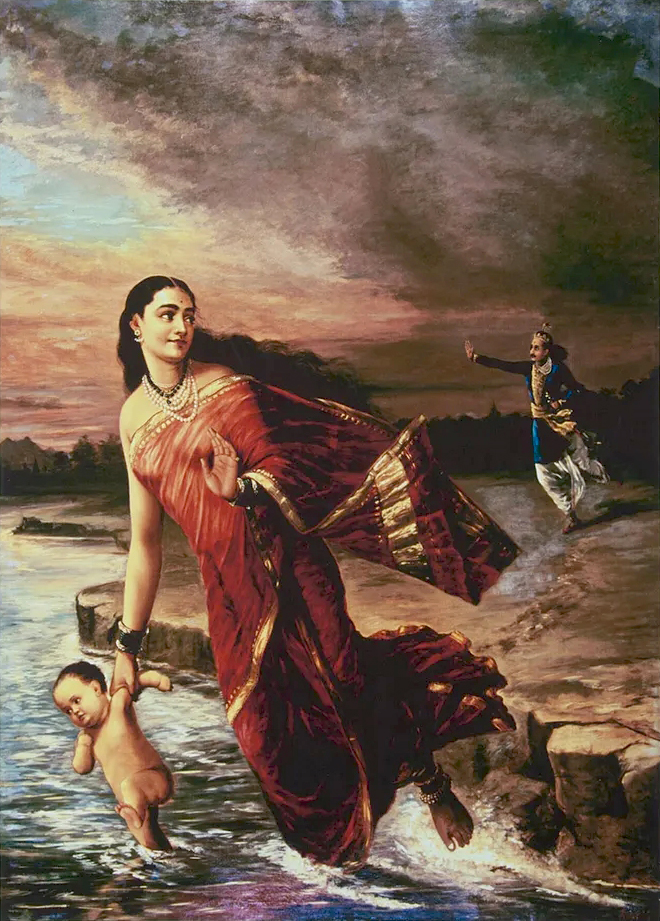
Ganga probeert haar achtste kind te verdrinken in de Ganges, maar Shantanu komt tussenbeide

De koning en heerser van de gehele voormalige aarde was door honderden rituelen goddelijk geworden. Als de goddelijke Mahabhisha bezocht hij de hemel van Brahma. De vele Deva's (goden) daar vereerden hun oorsprong, Brahma. Een windvlaag kwam langs en tilde het gewaad van de godin Ganga op en toonde haar naaktheid. Alle Deva's bogen verlegen hun hoofd en keken naar de grond. Behalve Mahabhisha, die staarde rechtstreeks naar het lichaam van Ganga. Ganga was daardoor gevleid en voelde zich aangetrokken door Mahabhisma. Mahabhisma was dan ook de gedeeltelijke incarnatie geweest van haar oorspronkelijke mannelijke wederhelft. Beiden bleven elkaar zeer lang aankijken. Daarop veroordeelde Brahma hen tot een leven als mensen op aarde. Vergeten wie hij oorspronkelijk was, werd de goddelijke Mahabhisma de koning Shantanu van Hastinapura. Maar de godin Ganga vergat haar oorsprong niet toen ze op aarde kwam.
Op een dag zag koning Shantanu de godin Ganga uit de rivier de Ganges komen. Hij werd meteen verliefd op haar en stelde haar voor met hem te huwen en koningin te worden van Hastinapur. Ganga stemde toe op voorwaarde dat ze volkomen vrij was om te doen wat zij wilde én dat hij nooit naar haar motieven zou vragen. Zo geschiedde en Ganga kreeg zeven kinderen van Shantanu, die ze allemaal meteen na hun geboorte verdronk in de Ganges. Ganga wilde ook hun achtste zoon verdrinken. Toen vroeg Shantanu het waarom van deze moorden. Ganga zei toen, dat zijn achtste zoon zou blijven leven, maar dat zij hem verliet, omdat hij zijn belofte had gebroken om niet naar haar motieven te vragen. Ze vertelde dat ze in de hemel een afspraak had gemaakt met acht (vasu) goden. Die goden, aspecten van de natuur, waren de oerelementen: aarde, vuur, lucht, ruimte, eeuwigheid, ook wel zon genoemd, het uitspansel, de maan en de sterren. Die acht goden waren door Brahma uit de hemel weggestuurd en moesten op aarde leven. Om hun dit lijden te verkorten, had Ganga beloofd ze op aarde als haar zonen te ontvangen en meteen na hun geboorte te doden. Zo konden ze meteen weer de hemel in. Helaas was dat niet gelukt bij hun achtste goddelijke zoon Dyaus. Ganga ging met hun laatste nog in leven zijnde zoon naar de hemel. Maar toen ze verdween beloofde ze aan Shantanu, dat zij zijn zoon op aarde terug zou  brengen als zijn opvoeding in de hemel voltooid was. Die laatste achtste godheid Dyaus, was oorspronkelijk de god van het uitspansel. Door zijn incarnatie werd hij sterfelijk. Als mens kreeg hij de naam Devavrata. De opvoeding van Devavrata in de hemel had tot doel een goede stamvader te zijn. Hij verkreeg wijsheid, diepgaand inzicht, zuiverheid, grote liefde en magische krachten en wapens. Op die manier zou de Mahabharata het verhaal worden van een hemel op aarde. Echter: om zijn vader Shantanu mogelijk te maken om te hertrouwen legde hij een gelofte van seksuele onthouding af. Als beloning voor die keuze mocht hij het moment van zijn dood zelf kiezen. Vele generaties leefde hij. Die zware plicht had hij zichzelf opgelegd door een belofte waarvan hij de draagwijdte toen niet kon overzien. Zijn belofte was om de gehele dynastie bij te staan totdat die in overeenstemming met Dharma functioneerde. Dat liet heel lang op zich wachten tot de bijna volledige vernietiging van de mensheid.

### Niyoga om de dynastie in stand te houden

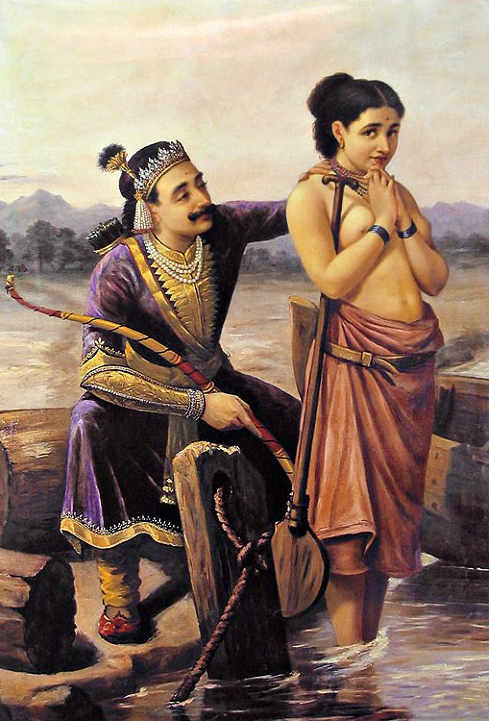
Schilderij van Raja Ravi Varma: Shantanu maakt Satyavati het hof, maar ze wil enkel met hem trouwen als alleen haar zonen troonsopvolger worden.

Indien er geen nageslacht is, sterft de dynastie uit. Om dit te voorkomen is er de antieke hindoetraditie niyoga. Dat is een plaatsvervangend verwekken van nageslacht door naaste familie. Devavrata legt dus de gelofte van volledige seksuele onthouding af. Daardoor kan zijn vader de mooie Satyavati trouwen. De moeder van Satyavati is niet volmaakt: ze is een vervloekte apsara die door die vervloeking veranderd is in een vis. Satyavati stelt als harde eis, voor zij wil huwen met de koning, dat alleen haar kinderen op de troon zouden komen. Maar de koning Shantanu kan dat niet beloven. Hij heeft al een zoon met de godin Ganga die kroonprins is: Devavrata. Maar de mooie Satyavati blijft bij haar machtseis en wil niet huwen met de koning. Shantanu, volkomen verliefd, kwijnt weg vanwege de onbereikbare schoonheid van Satyavati. Uit de hemelse liefde voor zijn vader doet Devavrata daarom afstand van de troon. Hij voorkomt met zijn gelofte van volledige seksuele onthouding dat hij nog eventuele troonopvolgers zou kunnen krijgen. De goden juichen om die liefdevolle maar verschrikkelijke gelofte. Als beloning mag hij het moment van zijn dood kiezen. Vanaf dat moment krijgt Devavrata de naam: Bhisma. Letterlijk betekent Bhisma: de verschrikkelijke, of hij van de verschrikkelijke eed. 
Zijn vader trouwt met Satyavati, ze krijgt twee zonen bij hem. Dan sterft de koning Shantanu. Zijn eerste zoon wordt koning maar sterft kort daarna. Daarna wordt de jongste zoon koning. In die tijd kon een prinses gewonnen worden in een toernooi. Bhisma gaat naar een toernooi om voor deze koning een koningin te winnen. Maar door zijn verschrikkelijke overmacht verkrijgt hij drie prinsessen. De koning trouwt met twee van de drie prinsessen. Maar de derde in het toernooi gewonnen prinses, Amba, stuurt Bhisma weg. Amba vervloekt daarop Bhisma. Ze zal later in een reïncarnatie als man in de oorlog de oorzaak van Bhisma zijn dood zijn.
Voor de nieuwe koning kinderen krijgt, sterft ook hij. Nu is de situatie zo: Satyavati en de twee weduwen van haar tweede zoon leven in het paleis. Bhisma houdt zich aan zijn gelofte van seksuele onthouding en blijft kinderloos. De dynastie dreigt uit te sterven. Niyoga wordt de oplossing voor het probleem.
Voor het huwelijk had Satyavati (die toen nog heel sterk naar vis stonk, geboren uit de betoverde apsara) als jong meisje al een zoon gekregen: Vyasa. Vyasa had zich als onsterfelijke wijsgeer teruggetrokken in de wildernis en mediteerde de hele dag. Hij zag er onverzorgd en vies uit. Satyavati zag de oplossing: haar zoon Vyasa zou bij de beide weduwen van haar jongste zoon kinderen moeten verwekken. Dus Vyasa werd opgetrommeld met haast, om te voorkomen dat hij zou sterven voordat hij zijn plicht had vervuld. Bhisma zag het probleem al aankomen en wilde een ruime periode inlassen, zodat de vieze Vyasa wat meer tot de wereld zou zijn gekomen. Maar de koningin luisterde niet naar zijn wijze raad en Vyasa werd meteen op de weduwen af gestuurd. De ene trok wit weg toen ze Vyasa zag, ze kreeg een witte zoon: Pandu. De andere sloot haar ogen en kreeg een blinde zoon: Dhritarastra. Vyasa had ook nog seksuele gemeenschap met een dienstmeid van lagere klasse. Die hadden de prinsessen maar naar Vyasa gestuurd bij een door Satyavati georganiseerde derde poging. De dienstmeid voelde geen weerzin en baarde een gezonde zoon: Vidur.
Vyasa, de schrijver van de Mahabharata, geeft zichzelf hier een interessante, tegenstrijdige rol. Kijk als achtergrond over seksualiteit en macht bij de verleidelijke apsara en hun rol in het leven. Centraal staat de stamvader Bhisma die een gelofte aflegde van algehele seksuele onthouding en daardoor veel macht en een lang leven verkreeg. De rol die Satyavati speelt als mooie aantrekkelijke vrouw is daarbij doorslaggevend. Haar moeder was dus een apsara in de vorm van een vis. Vyasa de eerste nakomeling, had zich in de wildernis teruggetrokken. Mediterend leidde hij een ascetisch leven en hij geeft niets om zijn uiterlijk. Vyasa wordt dan door zijn moeder vanuit zijn ascetisch leven gehaald en tegenstrijdig aan zijn aard, juist ingezet voor niyoga. Hij verwekt dan ook meteen drie kinderen, de drie hoofdrolspelers in de Mahabharata. De later ziekelijke, witte koning (Pandu) en de blinde koning (Dhritarashtra). Beider nageslacht zal de dynastie gaan splijten en daarna tot een allesvernietigende oorlog komen. Maar naast de twee koningen is er Vidur, een der wijste mensen van de Mahabharata, een mahatman. Adviseur en halfbroer van beide koningen, die zelf geen koning mag worden omdat hij van lagere kaste is.
Niyoga komt ook later nog eens in de Mahabharata voor. Als Pandu in zijn huwelijk geen zonen kan verwekken vanwege een vervloeking, bevruchten goden de beide vrouwen van Pandu.

### Het kernverhaal

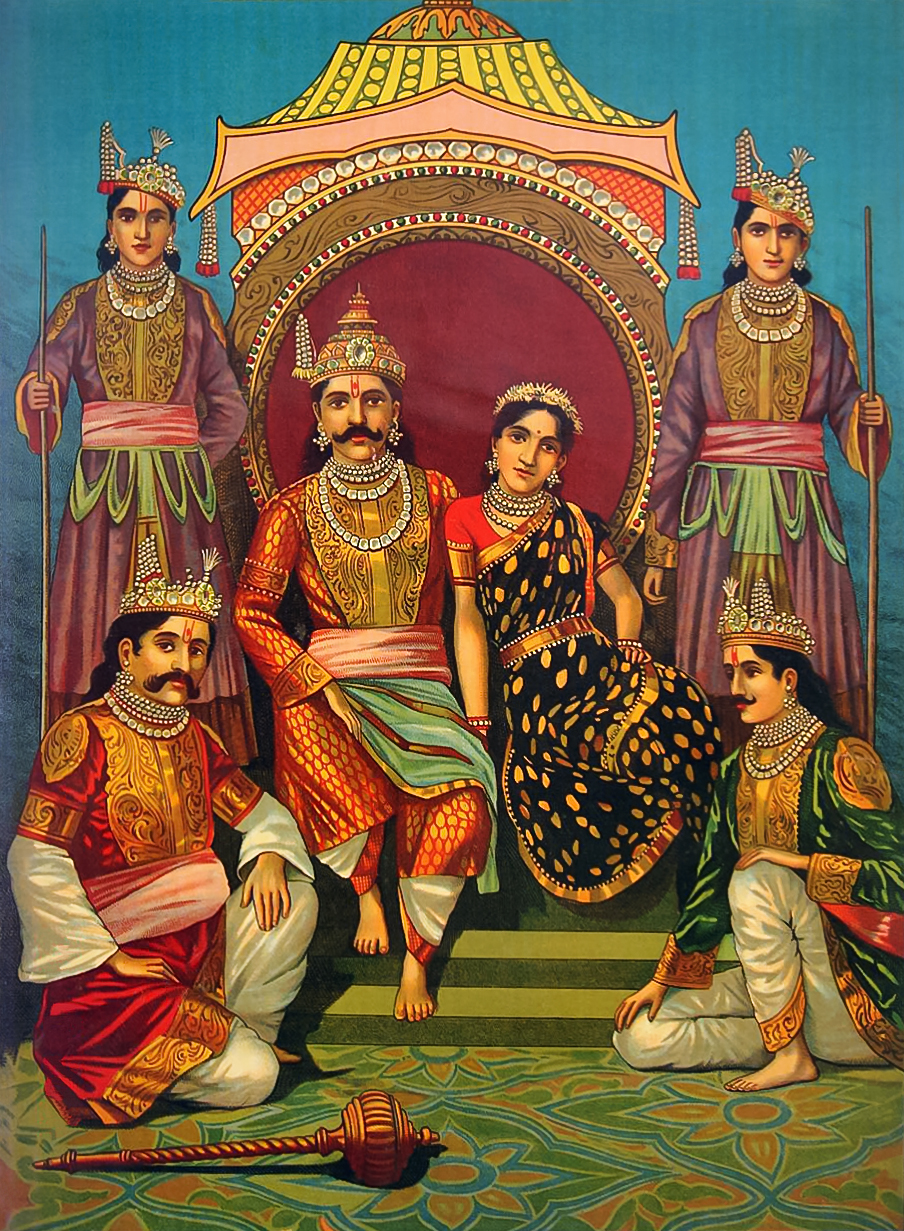
Draupadi en haar vijf echtgenoten: de Pandava's

Het kernverhaal van de Mahabharata is de dynastische strijd om de troon van Hastinapura, het koninkrijk van de Kuruclan. Hastinapura en de aangrenzende koninkrijken liggen in de Doab, de regio van de rivieren de Boven Ganga (Ganges) en de Yamuna, ten noorden van het huidige Delhi. De twee takken van de familie die de strijd aangaan, zijn neven van elkaar. Het zijn de Kaurava's, de oudste tak in de familie en de Pandava's, de jongere tak. De Pandava's zijn de vijf zonen van koning Pandu en de Kaurava's zijn de honderd zonen van de blinde koning Dhritarashtra en koningin Gandhari. De vijf Pandava's zijn geen biologische zonen van Pandu, want omdat hij een parend hert had geschoten is hij vervloekt en sterft als hij geslachtsgemeenschap heeft. Kunti, de echtgenote van Pandu, had echter in haar jeugd een mantra gekregen waarmee ze naar believen een god kon oproepen om een kind bij haar te verwekken. Die mantra gebruikte zij op verzoek van Pandu, en ook Madri, de tweede vrouw van Pandu, gebruikte die. Zowel de Pandava's als de Kaurava's werden gezamenlijk opgevoed als prinsen in het hof van Hastinapura. De intentie was om een gemeenschap te krijgen op basis van broederschap, maar van jongs af aan was er diepe verdeeldheid tussen de neven.
Er wordt in het epos herhaaldelijk op gewezen dat Dhritarashtra blind is en in duisternis leeft. Een blinde koning kan het land niet goed besturen omdat hij geen inzicht heeft. Dat is ook de reden dat zijn halfbroer Pandu (letterlijk: de bleke of witte) tot koning wordt gekozen, tot grote ergernis van Dhritarashtra zelf die de oudste is. Pandu ziet van het koningschap af, omdat hij geen nageslacht kan verwekken (vanwege de vloek) en de dynastie daarom zou uitsterven. Dat is de reden dat Dhritarashtra als plaatsvervangend koning in plaats van Pandu op de troon komt.
Het grote probleem ontstaat doordat Kunti en Madri (de vrouwen van Pandu de bleke) alsnog vijf prachtige goddelijke kinderen krijgen door tussenkomst van Goden. De vrouw van de blinde koning Dhritarashtra echter, Gandhari, die zich bij haar huwelijk met haar blinde man uit loyaliteit geblinddoekt had, baarde (afgezien van een dochter Duhsala) na enkele jaren zwangerschap een afzichtelijke homp vlees die huilde als een jakhals. Er verschenen slechte voortekenen van komende rampspoed. Vidur en Kripa adviseerden de koning zijn zoon te doden. In plaats daarvan werd de vleesbal op advies van Vyasa in honderd stukken gesneden en in stenen kruiken met aarde gedaan en begoten met water: ieder jaar ontstond daaruit een nieuwe zoon.
Als Pandu door zijn begeerte ondanks zijn vervloeking toch geslachtsgemeenschap met zijn tweede vrouw Madri heeft, sterft hij. Kunti de eerste vrouw van Pandu neemt de opvoeding van de vijf zonen op zich en belooft dat ze in alles zullen delen in broederschap: drie kinderen van zichzelf en de twee kinderen van Madri. Madri en Kunti volgen Pandu in de dood. Maar het is alleen Madri die sati (weduwenverbranding) ondergaat. Ze zegt: ik heb zijn seksuele begeerte voor mij in zijn ogen gezien en beantwoord, ik ben het die daardoor met hem is verbonden. Ik zal met hem door de poorten des dood gaan.
Jaren later wint Arjuna, krijger en de tweede zoon van Pandu en Kunti, de prinses Draupadi in een toernooi. Kunti houdt al haar zonen aan haar belofte aan Madri, dat ze alle vijf de zonen van Pandu (haar eigen drie en de twee zonen van Madri) in alles zullen delen. Om deze reden wordt Draupadi de vrouw van alle vijf de Pandava's: Pandu's zonen. Een oorzaak zou zijn dat Draupadi in een vorig leven tot vijfmaal toe tot god gebeden had om een man, en dan zelfs met zoveel goddelijke eigenschappen dat daar ook vijf verschillende halfgoden voor nodig zou zijn.
Esoterisch wordt dit vaak geïnterpreteerd als symbool voor de mens (Draupadi) met vijf zintuigen (Pandava's) of de innerlijke natuur (Draupadi) en de natuurlijke (goddelijke) eigenschappen (Pandava's). Zoals Yuddhistira-wijsheid, Arjuna-wil/doorzettingsvermogen, Bhima-kracht/energie en de tweelingbroers Nakula en Sahadeva-geduld, zwijgzaamheid en schoonheid. Daar tegenover staan dan de Kaurava's de honderd zonen van de blinde koning Dhritarashtra die eigenschappen als egoïsme, ongeduld, machtswellust en jaloersheid symboliseren.
De Pandava's zijn halfgoden en de Kaurava's zijn uit aarde en vlees ontstaan en in stenen potten opgekweekt. Duidelijk is hier dus een dualistische licht-duister symboliek of de dualiteit van het eeuwig stralende en herhalend incarnerende: ook gezien als een strijd tussen goed en kwaad. De essentie van de komende strijd op leven en dood is Yudhishtira, zoon van de god Dharma, hij is de oudste prins en derhalve de kroonprins. Dat wordt door de blinde koning bekrachtigd maar in zijn hart geeft hij de voorkeur aan zijn eigen zoon Duryodhana (de oudste zoon). Dit conflict tussen Yudhishtira en Duryodhana is doorslaggevend.
Duryodhana bouwt een zeer brandbaar huis van was, met de bedoeling de Pandava's daarin te verbranden. Maar gewaarschuwd door Vidur ontsnappen ze aan de vlammenzee en verblijven een tijd in het bos verkleed als brahmanen tot het doodsgevaar is geweken. In de veronderstelling dat de Pandava's dood zijn, benoemt de koning dan zijn oudste zoon Duryodhana als kroonprins. Als na een tijdje Yudhishtira weer op het toneel verschijnt zijn er opeens twee kroonprinsen. Beide kroonprinsen zijn nu even machtig. Dat komt omdat de Pandava's gehuwd zijn met Draupadi, de dochter van de machtige koning Draupada. Dhritarashtra ziet geen andere oplossing dan zijn koninkrijk te splitsen. Een onaanzienlijke arme dorre streek vol demonen genaamd Khandavaprastha, wordt dan gegeven aan de Pandava's en Yudhishtira wordt daar koning. Met de hulp van Krishna brengen zij dat land tot bloei en bouwen er een prachtige stad: Indraprastha. 
Als de kroonprins Duryodhana daar op bezoek gaat wordt hij jaloers en wil niet alleen zijn helft van het koninkrijk, maar het totaal. Daarbij komt nog dat zijn eer gekrenkt wordt omdat Draupadi hem uitlacht, omdat hij de spiegelingen van het paleis niet doorziet en in het water valt. Zij lacht en vernedert hem: Duryodhana, een blinde zoon van een blinde vader. Die spiegelingen zijn het werk van de architect van het paleis, de koning van de rassen der reuzen, demonen en illusies Maya of Mayāsura.
Het kantelpunt in de Mahabharata is het dobbelspel tussen de beide takken van de familie. Het is een list van Shakuni, de oom van Duryodhana, om voor hem de totale macht in het hele koninkrijk te grijpen. De blinde koning staat dit toe omdat hij in dit dobbelspel een methode ziet om de problemen tussen de neven naar de toekomst te verschuiven. De Pandava's, de vijf halfgoden, verliezen in het dobbelspel al hun bezit, alles; inclusief zichzelf en hun gemeenschappelijke vrouw Draupadi. 

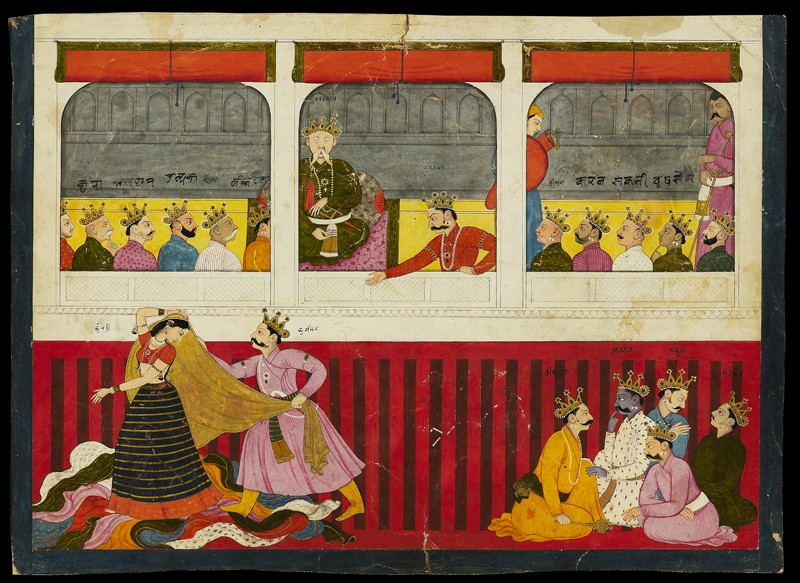
Dushasana heeft Draupadi gewonnen met dobbelen en ontkleedt haar publiek

Dan sleept Dushasana Draupadi (die geboren is uit vuur) aan haar haar naar de grote vergaderzaal en ontkleedt ze daar voor de koning, de heiligen en de wijzen en de prinsen. Krishna als hoogste incarnatie van goddelijkheid voorkomt dit. Op dat moment worden verschrikkelijke vervloekingen uitgesproken. Het noodlot is geschapen en de wet van oorzaak en gevolg (Karman) zal leiden tot totale vernietiging.
De strijd culmineert in de veldslag bij Kurukshetra en de Pandava's overwinnen. De Mahabharata eindigt met de opstijging van Krishna naar zijn eeuwige verblijfplaats en het daaropvolgende einde van de dynastie en het een worden met God (moksha) van de Pandava broers. Sommige van de meest nobele en geachte personages vechten zelfs tegen hun eigen wil en wens mee aan de kant van de Kaurava's vanwege de vóór het conflict aangegane allianties, loyaliteit en afhankelijkheden vanwege eed en trouw.
De Pandava's en de Kaurava's, die in historische tijden een strijd op leven en dood zouden hebben gevoerd met bijna volledige vernietiging, staan symbool voor de strijd tussen licht en duister, tussen Goden en Demonen en alle wezens die daarbij gedacht kunnen worden. Volgens esoterische opvattingen heeft de strijd alleen plaats binnen in de mens die tot inzicht en wijsheid komt en zich tracht los te maken van zijn egocentrische beperkingen.

### Personages
Een lijst met beknopte beschrijvingen van de personages:
Aan de zijde van de Pandava's:
- Yudhishthira, halfgod, de oudste Pandava, zoon van Dharma, staat erom bekend dat hij niet kon liegen. Toch eenmaal in zijn leven vertelde hij aan Drona dat Ashwattaman (de Olifant) gedood was, waarbij hij het woord de Olifant fluisterde. Drona verstond dat niet en dacht dat zijn zoon Ashwattaman gedood was. Dit leidde tot de dood van Drona. De strijdwagen, die tot dan toe een handbreedte boven de grond had gezweefd, kwam daarop met een klap op de aarde terecht. Zo, vanwege het feit dat hij bewust zijn naam als altijd zijnde oprecht had misbruikt, verloor hij zijn goddelijke status. Hij staat ook bekend als Dharmaputra, omdat hij een zoon was van sterfelijke Kunti door de genade van Dharma, de God van de Rechtvaardigheid, maar tevens als Dharmaraja of koning van de Rechtvaardigheid. Yudhisthira staat ook bekend als de volmaaktheid van integriteit die ten val kwam vanwege een enkele terugval en als een denker of beschouwer. Daardoor was hij ook vermoeiend voor zijn vrouw Draupadi die, uit vuur geboren, meer actie van hem wilde maar ondanks dat, hem toch heel erg hoog achtte.
- Bhima, zoon van god Vayu (de Wind) en de sterfelijke Kunti; een van de Pandava broers wiens enorme kracht, grootte en gezagsgetrouwheid legendarisch zijn. Hij staat symbool voor energie: doorzettingsvermogen. Hij is ook de meest ontwapenende van de pandava's, vanwege zijn kinderlijke eenvoud en ongecompliceerdheid.
- Arjuna, halfgod, zoon van Indra (Koning van de Goden) en de sterfelijke Kunti: een meesterlijke boogschutter. Hij staat symbool voor concentratie en het denken. Arjuna is de vriend van Krishna, hij laat zich leiden in de strijd door hem. Diep inzicht in de natuur van de wereld en de mens zelf kreeg hij van Krishna. Door zijn denken te laten leiden door de goddelijke wijsheid van Krishna, werden zijn illusies opgeheven. Deze lessen van Krishna aan Arjuna staan in het heilige boek: de Bhagavad Gita die als een leidraad kan zijn voor iemand die een beter mens wil zijn.
- Nakula en Sahadeva halfgoden: tweelingzonen van de tweelinggoden Asvins en de sterfelijke Madri. Ze staan symbool voor de eenheid in dualiteit en broederschap. Ze zijn als geduld en zwijgzaamheid, schoonheid en wijsheid.
- Krishna goddelijk, incarnatie van Vishnoe. Als Doryodhana en Arjuna beiden komen vragen om zijn steun in de oorlog, stelt Krishna hen voor een keuze: aan de ene kant zijn leger, met alle wapens, olifanten en strijdwagens, aan de andere kant zichzelf, alleen en ongewapend en niet deelnemend aan de oorlog. Beiden kiezen naar eigen aard, Doryodhana het leger en de wapens, Arjuna kiest voor Krishna als zijn wagenmenner. Symbool dat het denken zich laat leiden door wijsheid. Het moeilijk te begrijpen lot van de goddelijke Krishna is Dharma te herstellen, door Karman (de wet van oorzaak en gevolg) te gebruiken. Dat houdt dus in, ook het slechte in te zetten tegen het slechte. Zo is Krishna eigenlijk de instigator op de achtergrond van de niet-goddelijke acties van de halfgoden (de Pandava's) juist op hun specifieke goddelijke eigenschap. Als voorbeeld de zoon van Dharma zelf, koning Yuddhistira die niet kan liegen. Krishna organiseerde de dood van de onoverwinnelijke Drona door juist de waarheid (de zoon van Dharma: Yuddhistira) te laten liegen. Hij gaf opdracht aan Bhima de olifant Ashwattaman te doden. Hij gaf opdracht aan Yuddhistira om tegen Drona te zeggen dat Ashwattaman was gedood. Omdat Yuddhistira niet kon liegen zorgde Krisha ervoor dat er trompetgeschal hoorbaar was op het moment dat Yuddhistira de olifant fluisterde. Omdat Drona onoverwinnelijk was, was zijn dood noodzakelijk voor de Pandava's om de oorlog te kunnen winnen. Krishna maakte dus gebruik van het grote Karma van de twee legers, maar daar speelde ook het individuele karma van de strijders in mee: zie bij Drona hoe en waarom zijn dood tot stand kwam. Zo zorgde hij ook dat Bhima tegen de erecode onder de gordel sloeg: zie bij Duryodhana hoe die gedood werd.
- Abhimanyu Zoon van Arjuna en Subhadra, de zus van Krishna. Hij had als foetus in de baarmoeder van zijn moeder een goddelijke betovering van Arjuna gehoord. In de oorlog gebruikte hij die mantra, nog als een jong kind, om door te dringen tot in het centrum van de macht van de vijand. Hij redde daarmee de Pandava's van een zekere nederlaag. Door een list was Arjuna door de vijand weggelokt, zodat men dacht dat de Pandava's daardoor weerloos waren. Abhimanyu schakelde vele vijanden uit, waardoor de list mislukte. Maar vanwege het feit dat hij de tweede mantra, doe nodig was om terug te keren, niet gehoord had, was hij gevangene geworden in het centrum van de vijand. Vanwege zijn bijna onoverwinnelijke macht daar, moest hij gestopt worden door zijn dood. Daar waren veel vijanden tegelijk voor nodig, waaronder Karna, Drona, Duryodhana, Dushassana, Aswattaman. (Voor zijn dood had hij een kind verwekt. Dat kind speelt een rol in de film The Mahabharata (1989) van Peter Brook, zowel aan het begin (als luisteraar naar Vyasa) als aan het einde (als ongeboren kind). Op het einde is er een totale vernietiging van alle leven. Behalve dus het nog ongeboren kind. Het begin, eeuwenlang (de pralaya) na het einde, geeft een prachtig beeld van de tijd als cyclisch gebeuren en herhaling van alles wat gebeurt. Het nog ongeboren kind draagt de karakteristiek van zowel het goddelijke, Subhadra, als het menselijke, Arjuna.)
- Gathotkaca een zoon van de halfgod Bhima en Hidimbi, een rakshasa (een mensetende demon). Ghatotkacha had veel magische krachten en leeft in de wereld van de duisternis.

Aan de zijde van de Kaurava's:

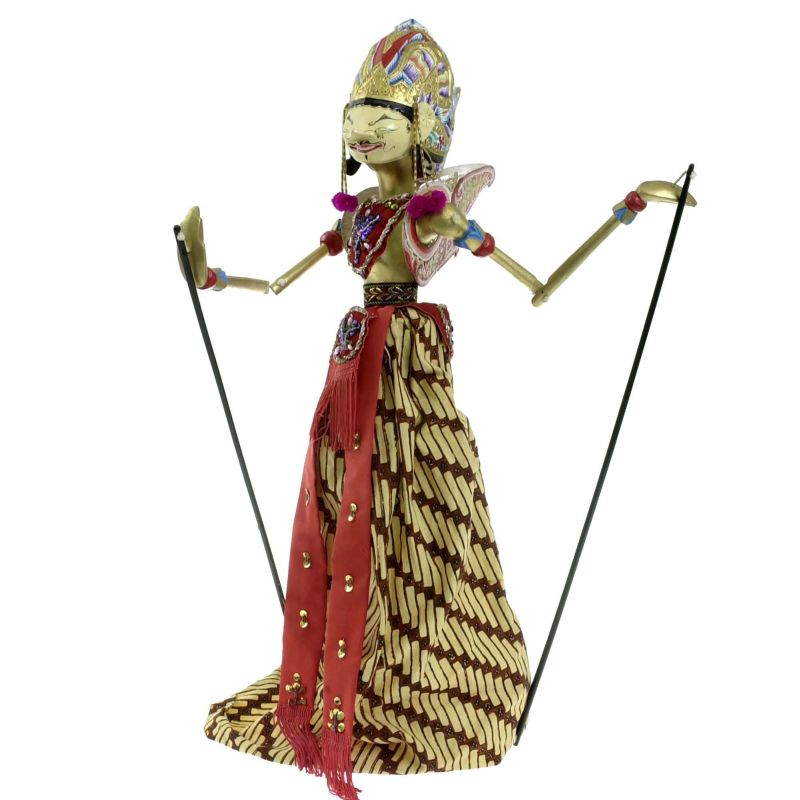
Houten wajangpop voorstellende Karna. Karna is de buitenechtelijke zoon van Dewi Kunti, verwekt door Batara Surya

- Bhisma, letterlijk de verschrikkelijke, oorspronkelijk met de naam Devavrata, de beoogde stamvader. Hij verkreeg een opvoeding in de hemel van vele goden, hij was de achtste zoon van de godin Ganga. De grandioze held die zijn koninkrijk had opgegeven en het celibaat had omarmd omdat zijn vader verliefd was geworden op een vissersdochter. Hij had van de goden de zegening ontvangen zijn eigen tijdstip van overlijden te mogen kiezen; een verschrikkelijk lot. Dit gezien zijn goddelijke integriteit zijn beloftes na te komen. Toch op een zeker moment gaf hij de strijd op, vanwege de confrontatie in de oorlog met Shikhandin, de reïncarnatie van Amba, zijn afgewezen vrouwelijke wederhelft die hem diep haatte vanwege zijn aangenomen celibaat. De naam Amba betekent goddelijke moeder, die dus geen moeder kon zijn vanwege het celibaat van Bhisma. De strijd opgegeven moest hij helse pijnen lijden nadat hij door zijn vriend Arjuna met veel pijlen was neergeschoten, maar niet kon sterven. Dat, omdat hij een eed had gezworen pas te sterven als de dynastie in overeenstemming met Dharma functioneerde. Hij stierf uiteindelijk op dat bed van pijlen die in zijn lichaam geschoten waren door zijn grootste persoonlijke vriend Arjuna, maar niettemin toch zijn Pandava vijand. Bhisma had zich namelijk ethisch verplicht tot loyaliteit aan de Kurustam, in wiens uiterlijke cultuur hij altijd had geleefd, hoewel hij innerlijk partij koos voor de Pandava's. Hij koos het tijdstip van zijn sterven toen duidelijk werd dat de Kurustam de oorlog had verloren, Dharma was hersteld en de nieuwe wereldorde kon beginnen onder het koningschap van Yudhishthira, de zoon van Dharma. Het is als een mens die door het dal van tegenslag na de catharsis zijn oude patronen met veel pijnen en opoffering moet loslaten om een nieuw leven te beginnen.
- Duryodhana, de oudste van de honderd zonen van Dhritarastra de blinde koning en zijn geblinddoekte vrouw Gandhari, aanvoerder van de Kaurava's. Hij is de dynamische drijvende kracht achter de ontwikkelingen van de Mahabharata door zijn haat en afgunst jegens de Pandava's. Slechts eenmaal had zijn moeder de blinddoek afgenomen na haar huwelijk om haar oudste zoon te kunnen zien. Fel licht scheen uit haar ogen die haar zoon onoverwinnelijk maakte. Krishna had dit voorzien en zijn dijen afgeplakt: dat werd zijn gevoelige en kwetsbare plaats. Toen Draupadi zijn slavin werd, na het dobbelspel, toonde Duryodhana openbaar in het hof obsceen zijn dijen aan Draupadi. Deze zwakke plaats leidde uiteindelijk tot zijn dood, toen op instigatie van Krishna, Bhima in de strijd hem hier trof met zijn strijdknots. Daarbij verloor Bhima zijn goddelijkheid vanwege het onder de gordel (tegen de erecode) strijden.
- Drona, de goeroe (leraar) van de zowel de Pandava's als de Kaurava's is geen Kshatriya maar een Brahmaan. Hoewel hij strijdt aan de kant van de Kaurava's ligt zijn sympathie (net als die van Bhishma) bij de Pandava's. Hij was onoverwinnelijk. Zijn liefde voor zijn zoon Ashwattaman doet hem uiteindelijk de das om. Toen hij de leugen van Yudhishtira (die niet kon liegen) hoorde dat zijn zoon was gedood door Bhima, staakte hij in wanhoop de strijd in de oorlog; Drona ging in meditatie en verliet zijn lichaam. Zijn geest ging op zoek naar zijn gedode zoon in het hiernamaals om hem bij te staan. Dat was de gelegenheid voor Dhṛiṣhṭādyumna (de broer van Draupadi) om hem te onthoofden. Daarmee had Dhṛiṣhṭādyumna zijn levenslot uitgevoerd. Drupada, de vader van de tweeling Dhṛiṣhṭādyumna en Draupadi was eens door Drona diep beledigd. Drupada had als reactie daarop gunsten, een Yajna, geschonken aan de goden. Als beloning kreeg hij van Agni een zoon met het levenslot Drona te vermoorden. Dhṛiṣhṭādyumna en Draupadi waren geboren uit vuur, de god Agni.
- Kripa, een hogepriester aan het hof van Hastinapur. Zijn tweelingzuster Kripi was gehuwd met Drona.
- Karna, de nobele strijder en stralende zoon van Surya, wiens enorme krachten hem tijdens de veldslag tekortschoten vanwege de twee vloeken die door zijn goeroe en een Heilige over hem waren afgeroepen. Hij werd door zijn ongehuwde moeder Kunti uit schaamte in een rieten mandje gelegd en aan de rivier overgelaten. Hij werd toen als vondeling opgevoed, kende zijn afkomst niet en sloot zich aan bij de Kaurava's, hoewel hij zonder dat te weten een halfbroer was van de Pandava's.

Neutraal is Vidur. Hij is de halfbroer van zowel Dhritarashtra als Pandu, maar geboren uit de geslachtsgemeenschap tussen Vyasa en een dienstmeid van lagere kaste. Hij was minister-president aan het hof en vanwege zijn eerlijkheid werd hij Dharmaraja (koning van de waarheid) genoemd. Hij was de enige die protesteerde tegen de publieke ontkleding van Draupadi na het dobbelspel van Shakuni en Yudhishtira. Ook hielp hij de Pandava's door hen te waarschuwen over list en bedrog en moordplannen binnen het hof. Vanwege zijn onafhankelijkheid werd hij bij het uitbreken van de oorlog, als minister-president ontslagen.
Merk ook op dat aan de goede zijde ook duistere krachten meevechten (Ghatotkacha) en aan de slechte kant ook lichtkrachten meewerken (Karna). De ware strijd tussen goed en kwaad bestaat volgens de Mahabharata niet; het probleem ontstaat voor wie beide niet meer kan onderscheiden.

### Structuur
De Mahabharata is geschreven in achttien parva's (hoofdstukken of boeken):
1. Adiparva - Inleiding, geboorte en opvoeding van de prinsen. (Adi = eerste).
2. Sabhaparva - Leven aan het hof, het dobbelspel en de verbanning van de Pandava's. Maya Danava bouwt het paleis en het hof (sabha) in Indraprastha.
3. Aranyakaparva (ook wel Vanaparva, Aranyaparva) - De twaalf jaar verbanning in het woud (aranya).
4. Virataparva - Het jaar van verbanning doorgebracht aan het hof van Virata.
5. Udyogaparva - Voorbereidingen voor de oorlog.
6. Bhishmaparva - Het eerste deel van de grote slag, met Bhishma als aanvoerder van de Kaurava's. Onderdeel is de Bhagavad Gita waarin verteld wordt wat Krishna, de mentor en wagenmenner van Arjuna, voor de grote strijd tot Arjuna zegt.
7. Dronaparva - De strijd gaat door, met Drona als aanvoerder.
8. Karnaparva - Nogmaals de strijd, met Karna als aanvoerder.
9. Shalyaparva - Laatste deel van de slag, met Shalya als aanvoerder.
10. Sauptikaparva - Hoe Ashvattama en de overgebleven Kaurava's het leger van de Pandava's doden in hun slaap (Sauptika).
11. Striparva - Gandhari en de andere vrouwen bewenen de doden (stri = vrouw).
12. Shantiparva - De kroning van Yudhishthira, en zijn instructies van Bhishma (shanti = vrede).
13. Anushasanaparva - De laatste instructies van Bhishma (anushasana = instructie).
14. Ashvamedhikaparva - De koninklijke ceremonie van ashvamedha geleid door Yudhisthira.
15. Ashramavasikaparva - Dhritarashtra, Gandhari en Kunti vertrekken naar een ashram en hun uiteindelijke dood in het woud.
16. Mausalaparva - De onderlinge strijd tussen de Yadava's met staffen (mausala).
17. Mahaprasthanikaparva  - Eerste deel van de weg naar dood van Yudhishthira en zijn broers (mahaprasthana = de grote reis, de dood).
18. Svargarohanaparva - De Pandava's keren terug naar de spirituele wereld (svarga = hemel).

Er bestaat ook nog een supplement van 16.375 verzen, de Harivamshaparva, dat speciaal gericht is op het leven van Krishna.

### Verhalen
De belangrijkste werken en verhalen in de Mahabharata zijn de volgende. Ze worden apart gepresenteerd als zelfstandige werken:
1. Bhagavad Gita, Krishna geeft onderwijs en instructies aan Arjuna; Bhishmaparva
2. Nala, of Nala en Damayanti, een liefdesverhaal; Aranyakaparva
3. Krishnavatara, het verhaal van Krishna, de Krishna Leela, dat door veel van de hoofdstukken heen geweven is.
4. Rishyasringa, ook geschreven als Rshyashrnga, de gehoornde jongen en rishi; Aranyakaparva
5. Vishnu sahasranama, de beroemdste hymne aan Vishnoe, die Zijn 1000 namen beschrijft; Anushasanaparva

### ModerneMahabharata
Van de Mahabharata wordt wel gezegd dat het de essentie en de som vormt van de Veda's en andere Indiase geschriften. Ze bevat grote hoeveelheden ingevoegde mythologie, kosmologische verhalen van de goden en godinnen en filosofische parabels gericht aan studenten in de filosofie. De verhalen worden gewoonlijk aan kinderen verteld bij religieuze gelegenheden, maar ook gewoon thuis.
Eind jaren 1980 werd de Mahabharata uitgezonden op de Indiase staatstelevisie. De uitzendingen waren zo populair dat de straten tijdens de uitzendingen uitgestorven waren en zelfs vergaderingen van het kabinet werden verplaatst om de ministers de kans te geven te kijken. Tegenwoordig zijn er talloze miniseries en stripboeken met het verhaal. Het epos werd ook diverse malen verfilmd. Voor westerlingen is de vijf uur durende filmversie The Mahabharata van Peter Brook en Jean-Claude Carriere uit 1989 het meest toegankelijk. De coproductie van Europese omroepen had een internationale cast. Het drieluik van 9 uur werd door de NOS uitgezonden.

### Kritische Editie
- Vishnu S. Sukthankar, Shripad Krishna Belvalkar e.a., The Mahābhārata, 21 dln., Bhandarkar Oriental Research Institute, Poona, 1927-1965

### Vertalingen
Het vertalen van de Mahabharata is een gigantische onderneming. Niet weinig vertalers zijn ingehaald door de dood. Behalve in de Indische talen en in het Spaans bestaan er alleen Engelse complete vertalingen:
- The Mahabharata. Complete and Unabridged, vertaald door Bibek Debroy, 10 dln., 2009-2015, ISBN 978-0143424789 (gebaseerd op de kritische Bhandarkar-editie)
- The Mahābhārata of Vyasa, bewerkte vertaling in vrije verzen door Purushottama Lal, 338 dln., 1968-2000 (bevat alle sloka's uit alle recensies van parva's 1-18, behalve parva 13 en het tweede deel van parva 12; dat laatste werd in 2016 vertaald door Pradip Bhattacharya voor de herziene 18-delige editie 2000-2016)
- The Mahabharata of Krishna-Dwaipayana Vyasa, vertaald in proza door Kisari Mohan Ganguli, 1883–96

De Razmnāma (رزم نامہ) is een 16e-eeuwse Perzische vertaling. Andhra Mahabharatam is de Telugu-versie geschreven (11-14e eeuw) door Kavithrayam (drieeenheid van dichters). Bharatayuddha of Bharat Yudha (1157) is de Indonesische, oud-Javaanse vertaling van de Mahabaratha.

### Ingekorte versies en bloemlezingen
- The Mahabharata of Vyasa, vertaald in proza door Purushottama Lal, 1980. ISBN 9780706910339
- Mahabharata. Een omvangrijk religieus en filosofisch epos, vertaald uit het Engels door Arthur Kooyman, 2014. ISBN 9789076389172
- Verhalen uit de Mahabharata, vertaald uit het Engels, Stichting School voor Filosofie, 4 dln., 1992-94
- Mahabharata, vertaald uit het Sanskriet door Hendrik Verbruggen, 1991. ISBN 9789062718153
- Mahabharata. Bloemlezing uit het klassieke Indiase epos, Nederlandse vertaling door Georges van Vrekhem van de Engelse navertelling door C. Rajagopalachari, 1988. ISBN 9789020233162